# Allogymnopleurus thalassinus
Allogymnopleurus thalassinus är en skalbaggsart som beskrevs av Johann Christoph Friedrich Klug 1855. Allogymnopleurus thalassinus ingår i släktet Allogymnopleurus och familjen bladhorningar. Inga underarter finns listade i Catalogue of Life.